# Acanthogonatus hualpen
Acanthogonatus hualpen is een spinnensoort in de taxonomische indeling van de bruine klapdeurspinnen (Nemesiidae).
Acanthogonatus hualpen werd in 1995 beschreven door Goloboff.